# 向井敏明
向井 敏明（むかい としあき、1912年6月3日 - 1948年1月28日）は、日本の陸軍軍人。敗戦時の階級は陸軍少佐。
山口県出身。日中戦争に参加、南京攻略戦の際に実施されたとされる「百人斬り競争」の容疑者として逮捕され、南京にて処刑された。

## 略歴
- 1933年（昭和8年）12月  1日　任歩兵予備少尉。
- 1936年（昭和11年）3月31日　任歩兵少尉（特別志願士官）。
  - 9月  1日、補　歩兵第9聯隊附。
- 1937年（昭和12年）
  - 11月13日、所属する第16師団は揚子江下流に上陸。向井の身分は第16師団歩兵第9聯隊第3大隊第3歩兵砲小隊の小隊長。所属部隊は南京へ敗走する中国軍を追撃。
  - 11月29日、常州の無錫郊外で東京日日新聞の浅海記者及び佐藤カメラマンと会い、向井少尉と百人斬りの競争をしていると話したとされる。
  - 11月30日、東京日日新聞と大阪毎日新聞によって野田毅少尉と行われたとする百人斬り競争がはじめて報道される。
  - 12月4日、新聞による百人斬り競争報道の第2報。
  - 12月6日、新聞による百人斬り競争報道の第3報。
  - 12月11日、浅海記者及び鈴木記者と会い、百人斬りの競争の経過について話したとされる。
  - 12月13日、新聞による百人斬り競争報道の第4報。
- 1939年（昭和14年）5月19日、東京日日新聞によって向井は戦死した野田少尉との約束である五百人斬りの約束を実行していると報道される。この時期、実際は、野田少尉は日本国内。
- 1946年（昭和21年）7月1日、極東軍事裁判の検事から出頭の求めに応じ、米国パーキンソン検事の尋問を受ける。向井は百人斬り競争の報道が創作であることを説明。向井は釈放され日当、旅費の支給を受けて帰宅する。
- 1947年（昭和22年）
  - 9月2日、GHQにより逮捕、身柄は南京に送致される。
  - 12月4日、住民捕虜虐殺としての百人斬り競争の容疑で起訴される。
  - 12月18日、南京軍事法廷において最初の公判が行われ、その当日に死刑判決を受ける。東京日日新聞の記事と写真、後に国民党宣伝工作員となったハロルド・J・ティンパーリがその記事を殺人競争という章で紹介した英文書籍等が証拠とされ、証人尋問は行われなかった。向井と野田は無実を証明する書類の到着を待つために公判の延期、また問題の記事を書いた記者と当時の直属の上官の証人召喚を求めていたが認められなかった。死刑判決後にも記者と当時の上司からの証明書などにより再審を求めたがこれも認められなかった[2]。
- 1948年（昭和23年）1月28日、南京の雨花台において、銃殺刑が執行される。

## 東京日日新聞の記事内容
- 1937年11月30日付東京日日新聞朝刊（第１報）
（見出し）百人斬り競争！／両少尉、早くも八十人
（本文）【常州にて廿九日浅海、光本、安田特派員発】常熟、無錫間の四十キロを六日間で踏破した○○部隊の快速はこれと同一の距離の無錫、常州間をたつた三日間で突破した、まさに神速、快進撃、その第一線に立つ片桐部隊に「百人斬り競争」を企てた二名の青年将校がある、無錫出発後早くも一人は五十六人斬り、一人は廿五人斬りを果たしたといふ、一人は富山部隊向井敏明少尉（二六）＝山口県玖珂郡神代村出身＝一人は同じ部隊野田毅少尉（二五）＝鹿児島県肝属郡田代村出身＝銃剣道三段の向井少尉が腰の一刀「関の孫六」を撫でれば野田少尉は無銘ながら先祖伝来の宝刀を語る。
無錫進発後向井少尉は鉄道路線廿六、七キロの線を大移動しつつ前進、野田少尉は鉄道線路に沿うて前進することになり一旦二人は別れ、出発の翌朝野田少尉は無錫を距る八キロの無名部落で敵トーチカに突進し四名の敵を斬つて先陣の名乗りをあげこれを聞いた向井少尉は奮然起つてその夜横林鎮の敵陣に部下とともに躍り込み五十五名を斬り伏せた 。
その後野田少尉は横林鎮で九名、威関鎮で六名、廿九日常州駅で六名、合計廿五名を斬り、向井少尉はその後常州駅付近で四名斬り記者等が駅に行つた時この二人が駅頭で会見してゐる光景にぶつかつた。
向井少尉 この分だと南京どころか丹陽で俺の方が百人くらゐ斬ることになるだらう、野田の敗けだ、俺の刀は五十六人斬つて歯こぼれがたつた一つしかないぞ。
野田少尉 僕等は二人共逃げるのは斬らないことにしてゐます、僕は○官をやつてゐるので成績があがらないが丹陽までには大記録にしてみせるぞ。

- 1937年（昭和12年）12月4日東京日日新聞朝刊（第２報）
（見出し）急ピッチに躍進／百人斬り競争の経過
（本文）【丹陽にて三日浅海、光本特派員発】既報、南京までに『百人斬り競争』を開始した○○部隊の急先鋒片桐部隊、富山部隊の二青年将校、向井敏明、野田毅両V*:少尉は常州出発以来の奮戦につぐ奮戦を重ね、二日午後六時丹陽入塲（原文通り）までに、向井少尉は八十六人斬、野田少尉六十五人斬、互いに鎬を削る大接戦となつた。
常州から丹陽までの十里の間に前者は三十名、後者は四十名の敵を斬つた訳で壮烈言語に絶する阿修羅の如き奮戦振りである。今回は両勇士とも京滬鉄道に沿ふ同一戦線上奔牛鎮、呂城鎮、陵口鎮（何れも丹陽の北方）の敵陣に飛び込んでは斬りに斬つた。
中でも向井少尉は丹陽中正門の一番乗りを決行、野田少尉も右の手首に軽傷を負ふなど、この百人斬競争は赫々たる成果を挙げつゝある。記者等が丹陽入城後息をもつかせず追撃に進発する富山部隊を追ひかけると、向井少尉は行進の隊列の中からニコニコしながら語る。
野田のやつが大部追ひついて来たのでぼんやりしとれん。野田の傷は軽く心配ない。陵口鎮で斬つた奴の骨で俺の孫六に一ヶ所刃こぼれが出来たがまだ百人や二百人斬れるぞ。東日大毎の記者に審判官になつて貰ふよ。

- 1937年（昭和12年）12月6日東京日日新聞朝刊（第３報）
（見出し）89－78／〝百人斬り〟大接戦／勇壮！向井、野田両少尉
（本文）【句容にて五日浅海、光本両特派員発】南京をめざす「百人斬り競争」の二青年将校、片桐部隊向井敏明、野田毅両少尉は句容入城にも最前線に立つて奮戦入城直前までの戦績は向井少尉は八十九名、野田少尉は七十八名といふ接戦となつた。

- 1937年（昭和12年）12月13日東京日日新聞朝刊（第４報）
（見出し） 百人斬り〝超記録〟向井 106－105 野田／両少尉さらに延長戦
（本文） 【紫金山麓にて十二日浅海、鈴木両特派員発】南京入りまで〝百人斬り競争〟といふ珍競争を始めた例の片桐部隊の勇士向井敏明、野田巌（原文通り）両少尉は十日の紫金山攻略戦のどさくさに百六対百五といふレコードを作つて、十日正午両少尉はさすがに刃こぼれした日本刀を片手に対面した
野田「おいおれは百五だが貴様は？」向井「おれは百六だ！」……両少尉は〝アハハハ〟結局いつまでにいづれが先に百人斬ったかこれは不問、結局「ぢやドロンゲームと致さう、だが改めて百五十人はどうぢや」と忽ち意見一致して十一日からいよいよ百五十人斬りがはじまつた、十一日昼中山陵を眼下に見下ろす紫金山で敗残兵狩真最中の向井少尉が「百人斬ドロンゲーム」の顛末を語つてのち
知らぬうちに両方で百人を超えていたのは愉快ぢや、俺の関孫六が刃こぼれしたのは一人を鉄兜もろともに唐竹割にしたからぢや、戦ひ済んだらこの日本刀は貴社に寄贈すると約束したよ十一日の午前三時友軍の珍戦術紫金山残敵あぶり出しには俺もあぶりだされて弾雨の中を「えいまゝよ」と刀をかついで棒立ちになってゐたが一つもあたらずさこれもこの孫六のおかげだ
と飛来する敵弾の中で百六の生血を吸った孫六を記者に示した。
（写真説明）〝百人斬り競争〟の両将校／（右）野田巌（原文通り）少尉（左）向井敏明少尉＝常州にて佐藤（振）特派員撮影。

## 遺書
自筆の遺書が残されている